# Manuel Miguel Martins
Manuel Miguel Martins, primeiro e único barão com grandeza de Itacuruçá (Itacuruçá, 10 de novembro de 1831 — 1º de janeiro de 1911), foi um nobre brasileiro.
Filho de João Martins e Gertrudes Margarida, casou-se com D. Jerônima Elisa de Mesquita, filha do conde do Bonfim.